# I Tarantolati
I Tarantolati è un album discografico di Antonio Infantino e il Gruppo di Tricarico, pubblicato nel 1975.

## Descrizione
Album d'esordio di Infantino con il gruppo di Tricarico (divenuto poi noto come Tarantolati di Tricarico), da lui fondato, raccoglie perlopiù testimonianze e folclore della Lucania, con testi in dialetto lucano. Si va dalla raccolta delle olive ("L'aliv") ai canti di carnevale ("Cubba Cubba", "Pezca Pezca", "Vuressia"). Nel disco compare "L'Avola", un brano già inciso da Infantino e Enzo Del Re per lo spettacolo Ci ragiono e canto n.2 di Dario Fo, che narra della repressione contadina avvenuta nel comune siciliano. "Antonio Salomone" si basa su un racconto popolare riguardo al suicidio di un falegname tricaricese rimasto nullatenente.

## Tracce
Lato A
1. L'aliv
2. Michele Salomone
3. Al Mare
4. L'Avola

Lato B
1. Tiritupt
2. Cubba Cubba
3. Ninna Nanna
4. Pezca Pezca
5. Vuressia

## Musicisti
- Antonio Infantino
- Pietro Campisani
- Pasquale Carelli
- Agostino Cortese
- Antonio Dell'Aquila
- Raffaele Gioioso
- Domenico Maglietta
- Rocco Paradiso
- Enrico Pirro
- Giuseppe Salierno
- Marcello Semisa
- Federico Zarotti